# Comté de Dodge (Minnesota)
Pour les articles homonymes, voir Comté de Dodge.
Le Comté de Dodge est situé dans l’État du Minnesota, aux États-Unis. Il comptait 20 867 habitants en 2020. Son siège est Mantorville.